# Klub sráčů
Klub sráčů (v originálním názvu Kevin & Perry Go Large) je britský komediální film z roku 2000, určený hlavně pro teenagery. Scénář napsali Dave Cummings a Harry Enfield, vedoucím produkce byl Ed Bye.

## Děj
Film začíná scénou, kde zrovna popravovali anglickou královnu Annu Boleynovou; byl to Kevinův erotický sen. Dělal referát do školy právě o popravené královně, ovšem nedokázal se na něj soustředit a představoval si svou vlastní verzi popravy.
Kevin se už tři roky snažil přijít o panictví. On a jeho kamarád Perry si šetřili na porno časopis, který si šli společně koupit do trafiky. V tomto časopisu se dočetli o letní párty na Ibize, kam si jezdí holky užívat a hlavně si užívají s diskžokeji.
Díky tomuto článku se snažili sestavit svůj vlastní mix, se kterým by jeli na Ibizu, proslavili by se a konečně se vyspali s nějakou holkou. Kevinovi rodiče Ray a Sheila však s tímto nápadem nesouhlasili kvůli jeho špatnému prospěchu ve škole. Souhlasili s jejich výletem jen tehdy, když si najdou práci a na cestu si vydělají sami.
Kluci se snažili najít si práci, aby si vydělali peníze na cestu na Ibizu; nakonec skončili na velké house party. Tady se Kevin opět snažil s někým se vyspat, ale opět se mu to nepovedlo.
Po několika pokusech o sex a o sehnání si práce, Kevin měl v plánu sebrat tátovi jeho novou kreditku, která přišla poštou. Šel s Perrym do banky, aby si vyzvedl peníze a koupil si za ně letenky. Během čekání ve frontě došlo k přepadení banky; Kevin a Perry si sedli k nejbližšímu stolku. Pod stolem bylo tlačítko, kterým se dal ohlásit poplach. Když Kevin viděl výstřih dámy, která vytahovala peníze pro lupiče, ztopořil se mu penis a tím stiskl tlačítko a spustil poplach. Přijela policie, zatkla lupiče a Kevin s Perrym dostali velkou peněžní odměnu. Ihned peníze vyměnili za letenky.
Hned na letišti na Ibize viděli "holky svých snů", Candice (Laura Fraser) a Gemmu (Tabitha Wady). Také se setkali s DJem Paulem Bulvou (jeho přezdívka vystihovala jeho zvyk, že si lil vodku do oka). Kluci strávili den na pláži s Candice a Gemmou, které je však odmítali, protože se jim nelíbili.
V noci se kluci procházeli po městě a natáčeli sami sebe. Po cestě potkali Kevinovi líbající se rodiče, což také zachytila jejich kamera. Kevin a Perry šli s rodiči na nudnou večeři; dlouho nevydrželi u stolu a odešli. Poté se konečně dostali do klubu "Amnesia", kde tancovali noc předtím. Jejich "holky snů" se chtěly také dostat do klubu, jenže muž u dveří (Paul Whitehouse) je nepustil dovnitř.
Příštího dne šli chlapci do domu Paula Bulvy, aby si poslechl jejich mix. Místo toho však uklízeli jeho koupelnu a sklenice a střepy po jeho alkoholové párty. Po cestě z Paulova domu zase potkali Candice a Gemmu, opět však na ně nezapůsobili zrovna nejlépe.
Poté, co se holky doma upravily, chtěly, aby je Kevin a Perry dostali do Amnesie. Kluci souhlasili, protože za tím viděli šanci, jak se s nimi vyspat. Později po párty, natočil Perry Kevinovy rodiče, jak provozovali sex. Následující den si Paul konečně poslechl jejich mix, zatímco Kevin s Perrym čistili jeho kuchyň. V Perryho batohu našel i kazetu, kde byli Kevinovi rodiče natočení při sexu. Paul to všem ukázal a to na chvíli rozdělilo přátelství mezi Kevinem a Perrym.
Příští den strávil Kevin sám v apartmánu a byl velmi smutný z toho, co mu Perry udělal. Z ničeho nic za ním Perry přiběhl a oznámil mu, že jejich mix zahraje večer Paul Bulva v Amnesii a že se konečně proslaví. Jejich přátelství bylo obnoveno a společně s Paulem večer odjeli limuzínou do Amnesii. Po cestě zastavili i Candice a Gemmě. Paul chtěl jejich mix zahrát jen proto, aby kluky ztrapnil a ponížil ještě víc před holkama; překvapivě však měli Kevin a Perry velký úspěch.
V noci konečně přišli o své panictví, když se vyspali s Candice a Gemmou.
V epilogu kluci podepisovali kopie svých mixů s názvem "Oh Rayi" v obchodě s hudbou, zatímco Kevinovi rodiče prodávali video kazety, kde byl natočen jejich pohlavní styk a kazeta byla pojmenována "Nejlepší sex ve středním věku".

## Účinkují
| Herec            | Postava                     | Dabing           |
| ---------------- | --------------------------- | ---------------- |
| Harry Enfield    | Kevin                       | Roman Hájek      |
| Kathy Burke      | Perry                       | Radka Stupková   |
| Rhys Ifans       | Paul Bulva                  | Radovan Vaculík  |
| James Fleet      | Kevinův otec Ray            | Martin Kolár     |
| Louisa Rix       | Kevinova matka (Sheila)     | Jana Postlerová  |
| Laura Fraser     | Candice                     | Jana Páleníčková |
| Tabitha Wady     | Gemma                       | Petra Hanžlíková |
| Steve O'Donnell  | Velký Baz                   |                  |
| Natasha Little   | Anna Boleynová              |                  |
| Anna Shillinglaw | holka v bikinách z plakátu  |                  |
| Badi Uzzaman     | Norma Baxterová             |                  |
| Kenneth Cranham  | Vicar                       |                  |
| Sam Parks        | policejní šerif             |                  |
| Frank Harper     | Robber                      |                  |
| Mark Tonderai    | prodavač v hudebním obchodě | Radovan Vaculík  |
| Amelia Curtis    | Sharon                      |                  |

## Hudba ve filmu
Harry Enfield se snažil, aby ve filmu zazněly písně, které momentálně nejvíc ovlivňovaly mládež.
DJ Judge Jules vytvořil mix "Big Girl (All I Want Is Do It)", který hráli Kevin a Perry po celou dobu filmu (v českém dabingu zazněl hit jako "Já bych šukal, až bych pukal! Kozy vozy!")
Tento mix se umístil v roce 2000 v hitparádě "Top 40" na dobu čtyř týdnů. Také byl v pořadí šestnáctý v UK Singles Chart.
Ve filmu byl Paul Bulva (v anglickém originálu Eyeball Paul) velmi známý a úspěšný DJ. Jeho představitel Rhys Ifans však říkal, že to byla jedna z jeho nejhorších rolí, avšak natáčení si užil.

## Soundtrack
Toto je seznam všech skladeb, které zazněly ve filmu.
Ve filmu hrálo především Trance (často je mylně uváděno Techno) a hudba tehdy populárních diskžokejů.
- Y:Traxx – "Mystery Land (Sickboys Courtyard Remix)"
- The Precocious Brats feat. Kevin & Perry – "Big Girl (All I Wanna Do is Do It!)"
- Fatboy Slim – "Love Island (4/4 Mix)"
- The Wiseguys – "Oh La La"
- Underworld – "King of Snake (Fatboy Slim Remix)"
- CRW – "I Feel Love (R.A.F. Zone Mix)"
- Jools Holland & His Rhythm & Blues Orchestra feat. Jamiroquai – "I'm In the Mood for Love"
- Fragma – "Toca Me"
- Fragma – "Toca Me (In Petto Mix)"
- Ayla – "Ayla (DJ Taucher Remix)"
- Sunburst – "Eyeball (Eyeball Paul's Theme)"
- Yomanda – "Sunshine (Hi-Gate remix)"
- Oasis – "Wonderwall" (excerpts performed by Mr. & Mrs. Patterson)
- Mauro Picotto – "Lizard (Claxxix Mix)"
- Gladys Knight – "The Look of Love"
- Skip Raiders feat. Jada – "Another Day (Perfecto Dub Mix)"
- Samuel Barber – "Barber's 'Adagio For Strings'"
- Hybrid feat. Chrissie Hynde – "Kid 2000"
- The Precocious Brats feat. Kevin & Perry – "Big Girl (All I Wanna Do is Do It!) (Yomanda Remix)"
- Phil Pope & Los Lidos – "Mi Amour"
- Roger Sanchez – "The Partee"
- The Clash – "Straight To Hell"
- Lange feat. The Morrighan – "Follow Me"
- Tosca – "Fuck Dubs Parts 1&2"
- Groove Armada – "Chicago"
- The Birthday Party – "Release the Bats"
- Ver Vlads – "Crazy Ivan"
- Drew Milligan & Stewart Resiyn – "Elixir"
- Nick Bardon & Steve Warr – "Insanity"
- Dominic Glynn & Martin Smith – "Onslaught"
- Laurie Johnson – "Galliard"
- Mike Hankinson – "Death & The Maiden"
- Nightmares on Wax – "Sweet Harry" / "Emotion"
- Nightmares on Wax – "Ethnic Majority"
- Southside Spinners – "Luvstruck"
- The Precosious Brats feat. Kevin & Perry – "Big Girl (All I Wanna Do is Do It!) (The Shaft Remix)"
- Signum feat. Scott Mac – "Coming in Strong"